# Dolichopeza acutiloba
Dolichopeza acutiloba är en tvåvingeart som beskrevs av Alexander 1937. Dolichopeza acutiloba ingår i släktet Dolichopeza och familjen storharkrankar.
Artens utbredningsområde är Puerto Rico. Inga underarter finns listade i Catalogue of Life.